# 鹿耳門天后宮

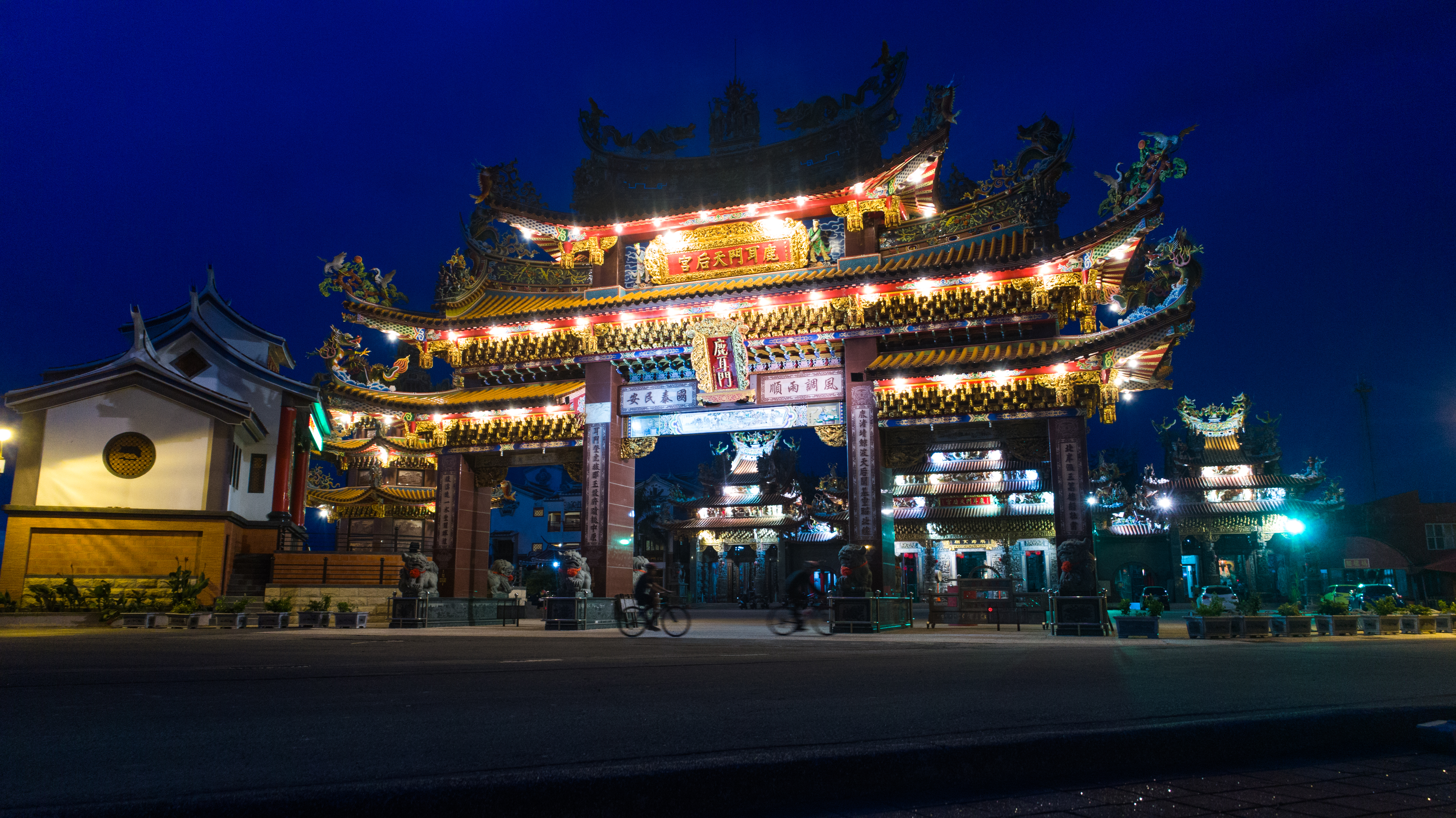
夜間的鹿耳門天后宮

鹿耳門天后宮，又稱北汕尾天后宮。位於臺灣臺南市安南區媽祖宮里，是一座主祀天上聖母的廟宇，其奉祀之天上聖母亦被稱為「鹿耳門媽」:198。該廟與土城正統鹿耳門聖母廟皆主張是傳承自清朝時的鹿耳門媽祖廟，因而有所紛爭。
鹿耳門農曆12月24日「封印送神」與正月初四「禮樂迎神」之儀典被列為臺南的「直轄市定民俗及有關文物」:16。

## 沿革

### 舊廟
關於古鹿耳門媽祖廟的由來主要有3種說法，鹿耳門天后宮主要是採用明永曆十五年（1661年）鄭成功草創，清康熙五十八年（1719年）官方擴建的說法:198:42。
關於鄭成功來臺後所建的說法，根據楊英《從征實錄》、江日昇《臺灣外記》的記載，據說永曆十五年四月初二（1661年4月30日）鄭軍在鹿耳門外海，因水淺大船無法入港，鄭成功乃換乘小船到北線（汕）尾嶼擺設香案禱告，之後因潮水大漲，鄭軍因而能從鹿耳門進入臺江內海:199:42。之後為感謝媽祖神恩，鄭成功乃在北線（汕）尾嶼暫搭茅屋奉祀，是為鹿耳門媽祖廟的由來:199:42。而根據《臺灣縣志》的記載，鹿耳門媽祖廟是康熙五十八年（1719年）「各官捐俸同建」，鹿耳門天后宮則認為該年是官方仕紳捐資「擴建」:201:42。
同治十年（1871年）因洪水導致舊廟倒塌後，被搶救出來的神像據媽祖宮一帶的說法是除了媽祖暫祀於民家之外，其他神像寄祀於臺南水仙宮:205:109。

### 新廟
舊廟被毀之後，媽祖宮庄（今媽祖宮里）以輪祀方式祭拜媽祖，也有蓋草庵奉祀之說:205:48。因經濟因素，所以一直沒有重建廟宇:205:48。直到民國35年（1946年），當地仕紳林洋、林天宋、林謀、林銀生、蔡杭、蘇寅、尤石崎、林鬧晚、林廳等人才募款重建天后宮，並在次年（1947年）春天落成:205:48:110。當時所建的廟宇佔地40坪，面寬1丈6尺，有拜殿與正殿，正殿前有軒，南側建有廂房:206:48。廟北是顯宮國小，該校當時以廟埕為運動場:206:48。而第一次進行寺廟登記時，使用「天后宮」的名義（南市民字第126號）:206:49。
民國66年（1977年）因舊廟空間不足，而在今址重建:206:49:110。民國82年（1993年）完成九龍殿（今祈年壇）與接官亭（鳳凰殿），民國91年（2002年）啟用鹿耳門公館，民國94年（2005年）山門落成，之後完成北金爐（2006年）、南金爐（2011年）:214:57:110。民國101年（2012年），重建祈年壇:57。

### 大事記
舉辦全國首次之羅天大醮，醮典儀式為時49 天、參拜人潮超過50 萬人次，經三年方辦理圓醮大典。民國73年，歲次甲子年十月初十日起，舉辦「七七四十九天羅天大醮」，祈求國泰民安，濟助孤苦貧窮，賑助白米30台車，辦理民俗活動，文物書畫展覽等，參加大醮信徒超越50萬人；經3年，至76年辦理圓醮大典，功成圓滿，為民間舉辦羅天大醮之創始。
鹿耳門天后宮曾於2005年和2012年奉媽祖旨意舉辦過兩次「台江迎神祭─開基鹿耳門媽祖出巡」，2021年奉媽祖旨意舉辦第三次「台江迎神祭─開基鹿耳門媽祖出巡」，2021年2月18日子時位於山門牌樓兩側的新設旗桿擂旗，並擲天宮杯，確定九年一科舉辦一次「台江迎神祭」。

## 祭祀

### 祀神
鹿耳門天后宮除天上聖母（媽祖）與水仙尊王外，其他諸神佛為1977年重建時所增祀:215:57。
今所祀奉的神明如下:215、216:58：
| 位置   | 位置               | 奉祀神明                                                                             |
| ------ | ------------------ | ------------------------------------------------------------------------------------ |
| 三川門 | 三川門左           | 延平郡王                                                                             |
| 三川門 | 三川門右           | 關聖帝君                                                                             |
| 正殿   | 中央               | 天上聖母（開基鹿耳門媽祖、二媽、三媽、四媽、鎮殿媽）、千里眼、順風耳、中壇元帥、虎爺 |
| 正殿   | 左龕               | 水仙尊王                                                                             |
| 正殿   | 右龕               | 四海龍王（敖明、敖光、敖順、敖吉）                                                   |
| 後殿   | 觀音殿             | 觀音佛祖、善財童子、龍女菩薩、十八羅漢                                               |
| 後殿   | 左殿               | 三官大帝、南斗星君、北斗星君                                                         |
| 後殿   | 太歲殿（左殿之左） | 斗姥元君、六十太歲                                                                   |
| 後殿   | 右殿               | 臨水夫人、福德正神、註生娘娘                                                         |
| 後殿   | 文昌殿（右殿之右） | 文昌帝君、財神爺、月老、聖父母                                                       |

### 13房
鹿耳門天后宮由媽祖宮庄13房共同參與祭祀，其中有8房有自己的祖佛:110。這13房過去會輪流擲筊選爐主、頭家，協助廟務:110。1976年天后宮管理委員會取代爐主、頭家管理廟務後，13房以選任委員的方式繼續參與廟務:110。13房詳見如下:110。：
| 房頭           | 來源           | 祖佛             | 備註                       |
| -------------- | -------------- | ---------------- | -------------------------- |
| 中洲林姓       | 學甲中洲       | 清水祖師         |                            |
| 渡仔頭林姓     | 北門渡仔頭     | 吳三王           |                            |
| 大灣林姓       | 學甲大灣       | 池府千歲         |                            |
| 牛稠底林姓     | 嘉義下灣牛稠底 | 中壇元帥         | 為私佛性質                 |
| 牛稠底林姓     | 嘉義下灣牛稠底 |                  |                            |
| 苓仔寮林姓     | 將軍苓仔寮     | 池府千歲、土地公 |                            |
| 漚汪林姓       | 將軍漚汪       |                  |                            |
| 漚汪林姓       | 將軍漚汪       |                  |                            |
| 北門井仔腳林姓 | 北門井仔腳     | 虎爺             | 今祀在南寮永鎮宮           |
| 下彎仔蔡姓     | 嘉義下彎仔     | 田府千歲         |                            |
| 布袋新塭蘇姓   | 嘉義布袋新塭   | 九龍三公         | 和海尾族人共同祭祀、擲爐主 |
| 外塭仔尤姓     | 外塭仔         |                  |                            |
| 邱姓           | 不詳           |                  |                            |

## 圖輯

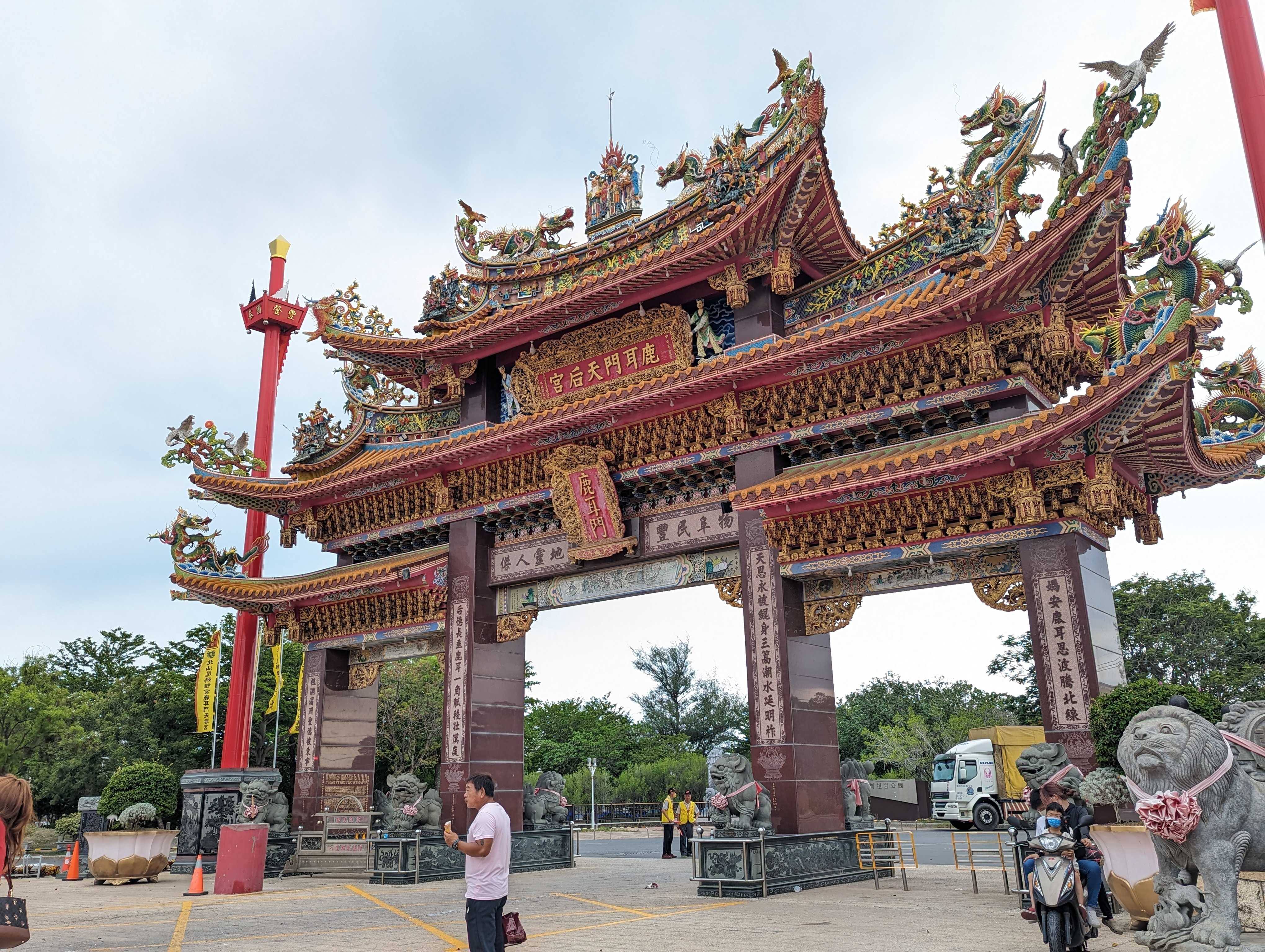
大山門（牌樓）
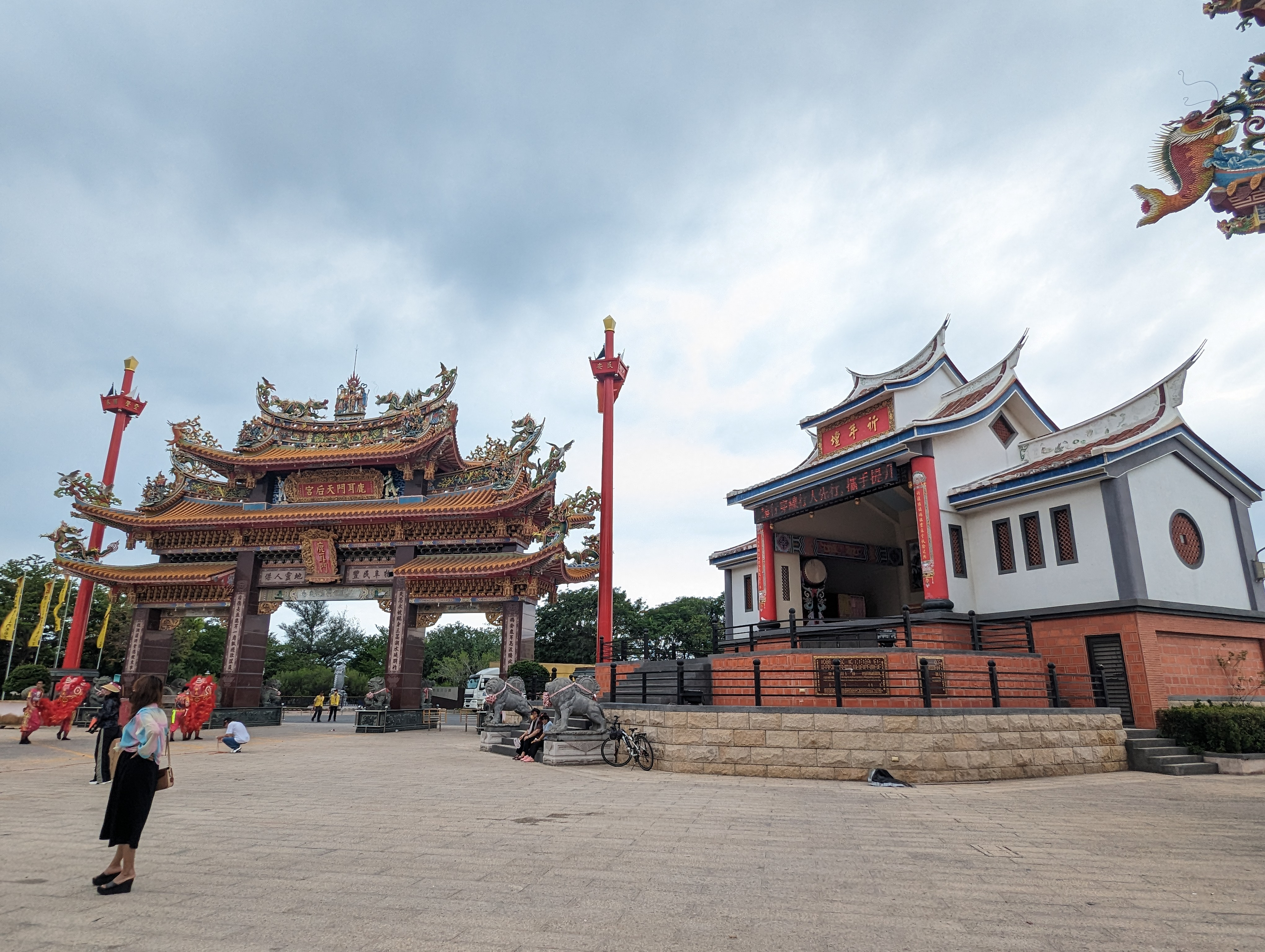
祈年壇與大山門
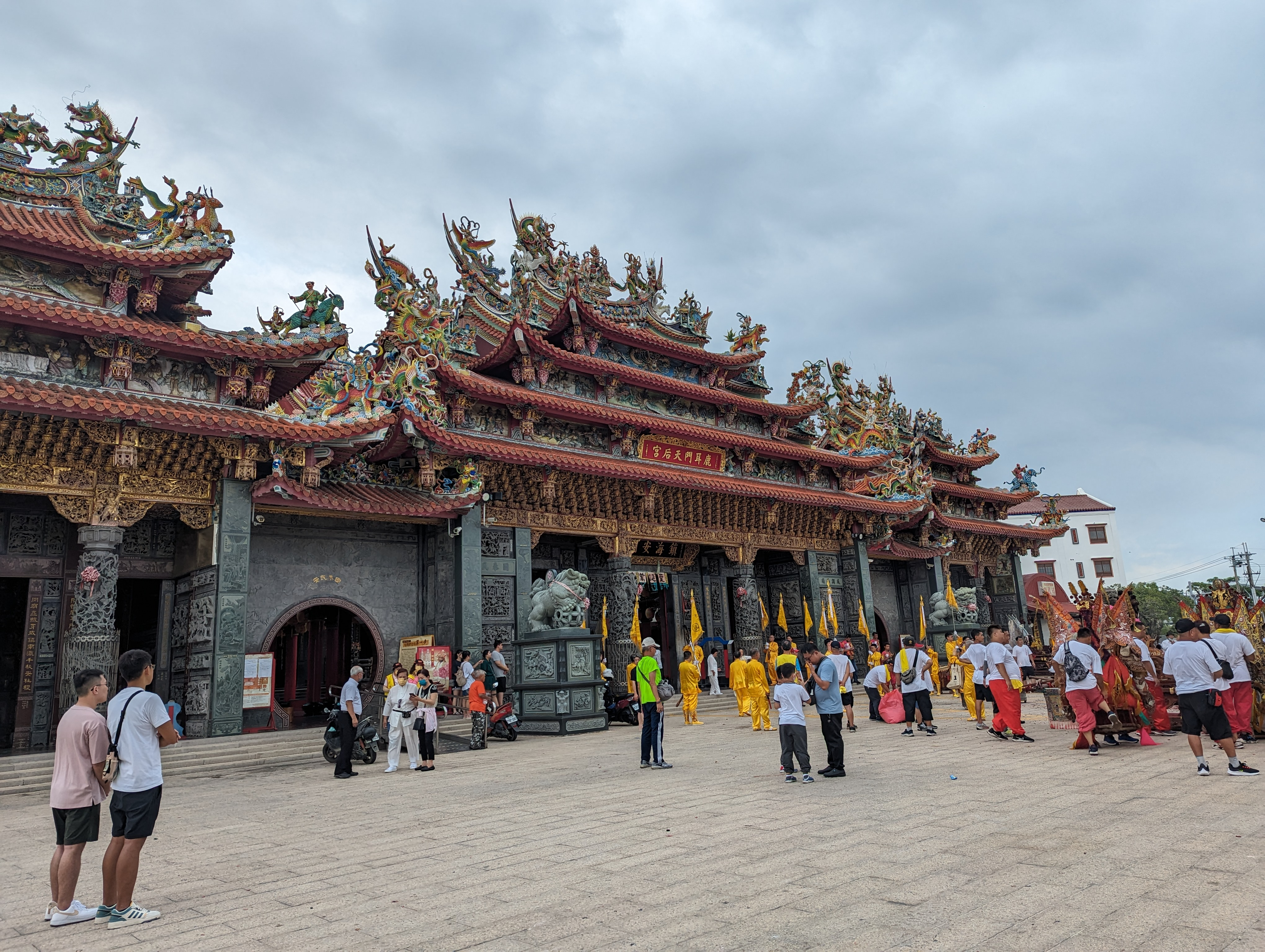
進香團體前來進香
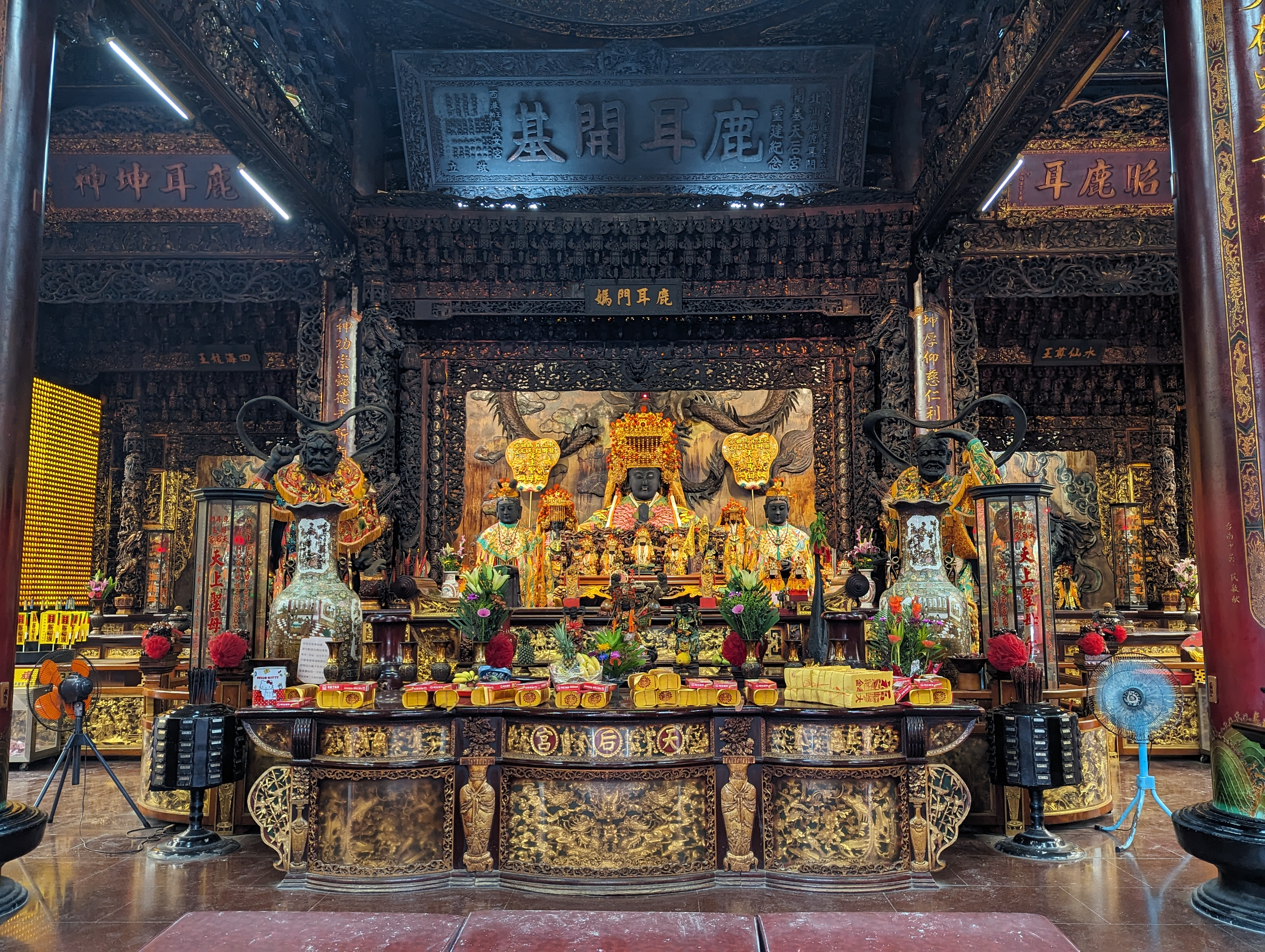
媽祖殿（大殿）
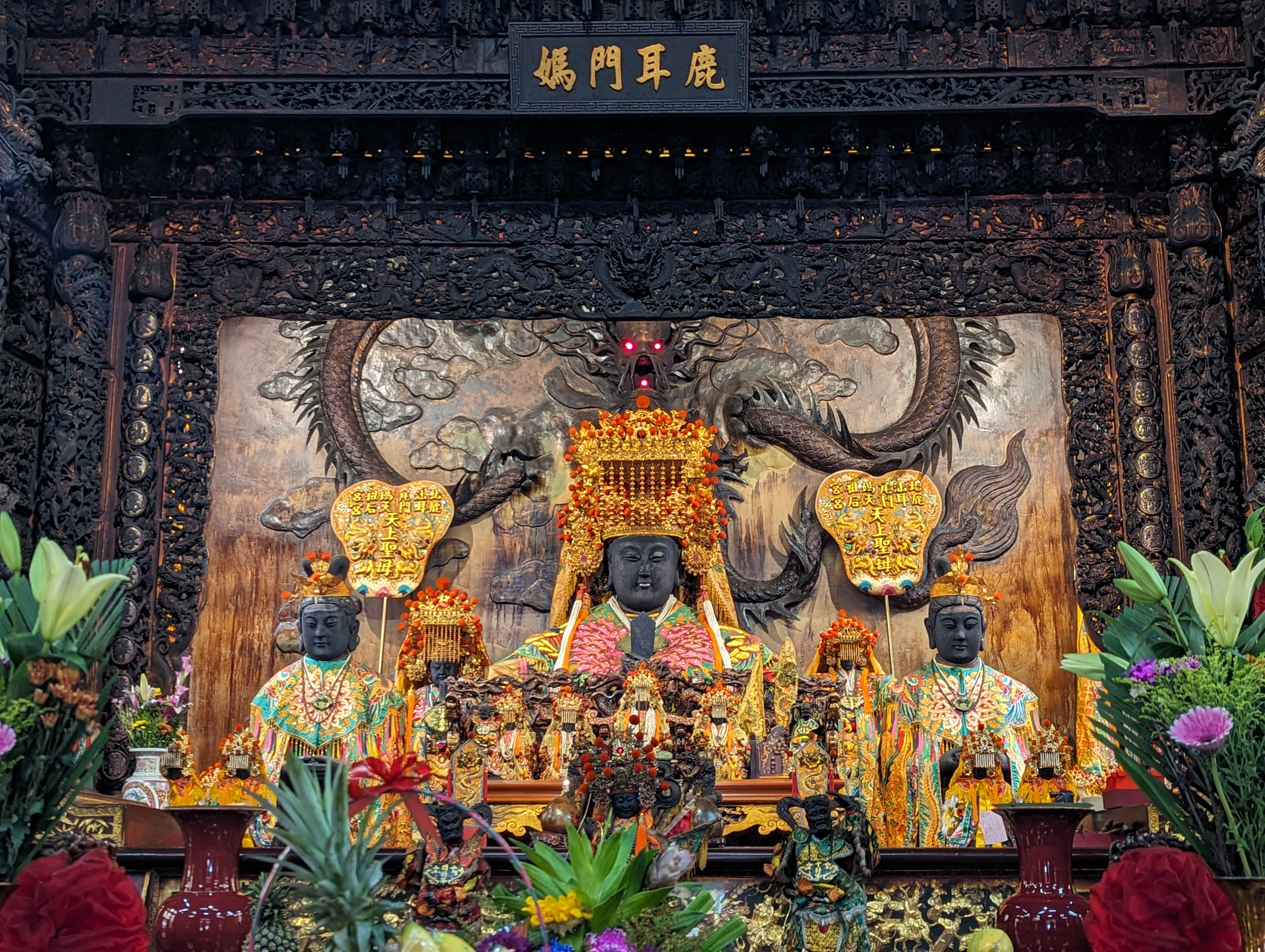
開基鹿耳門媽
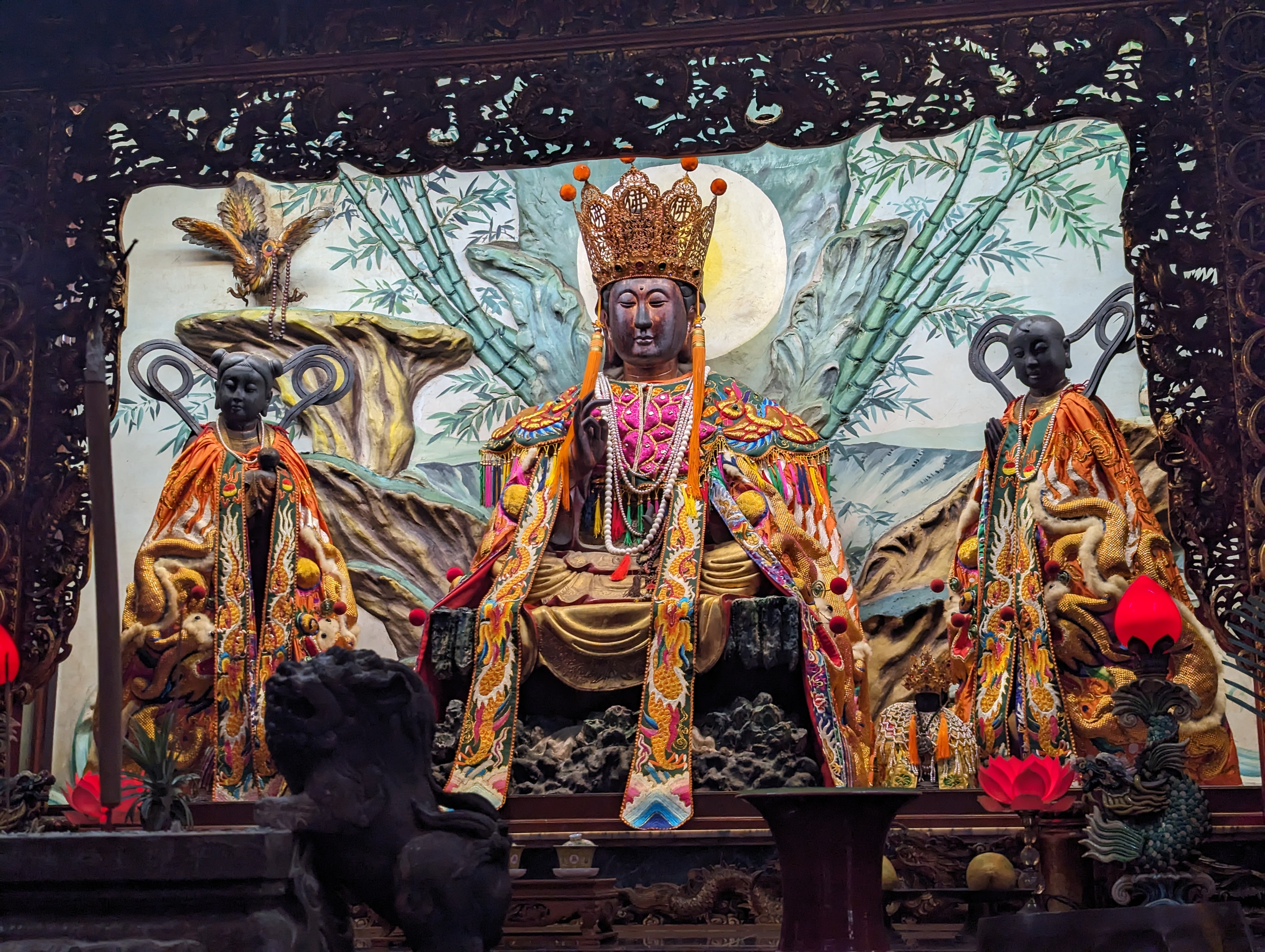
觀音殿（觀音佛祖）
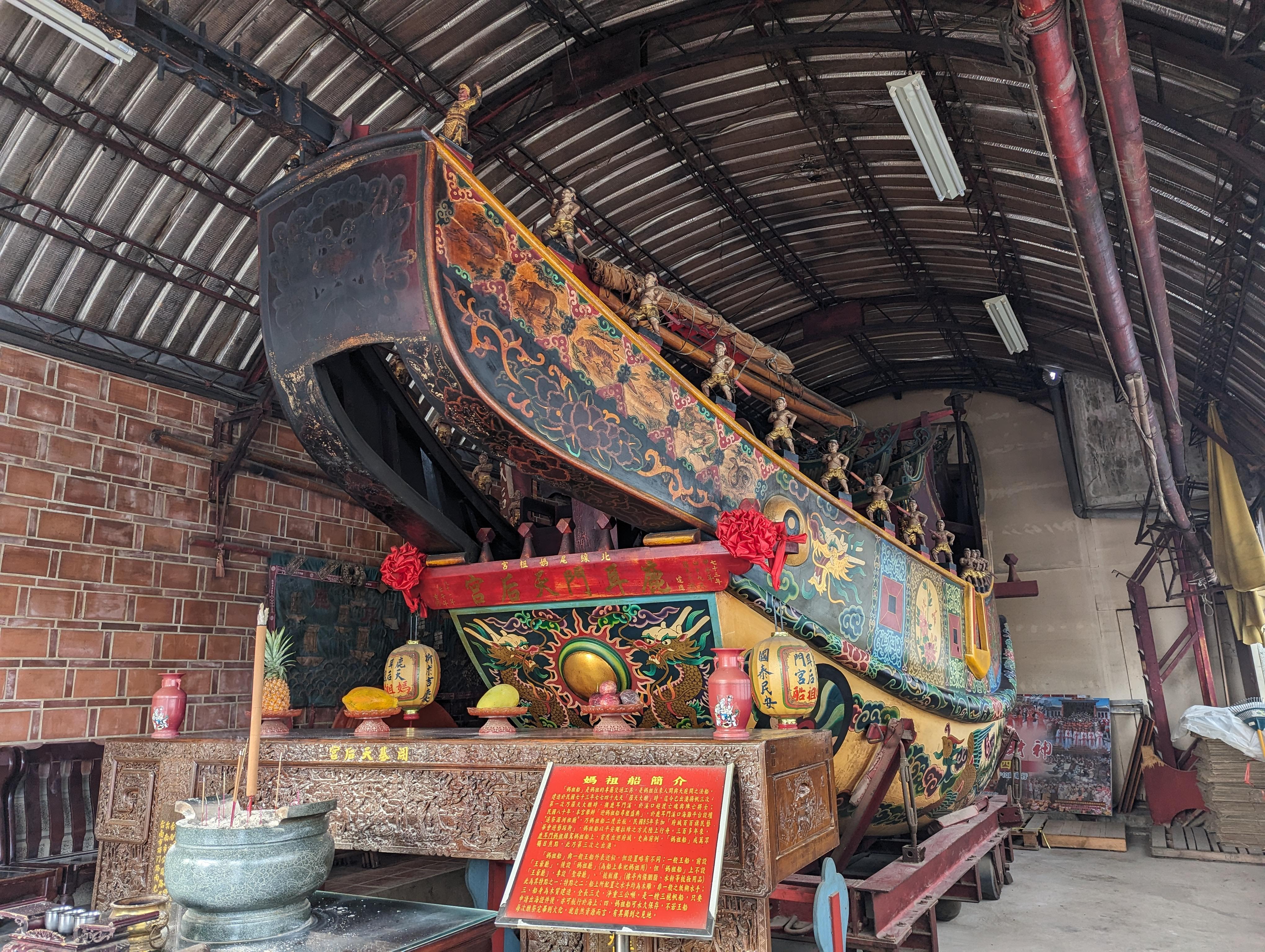
媽祖船
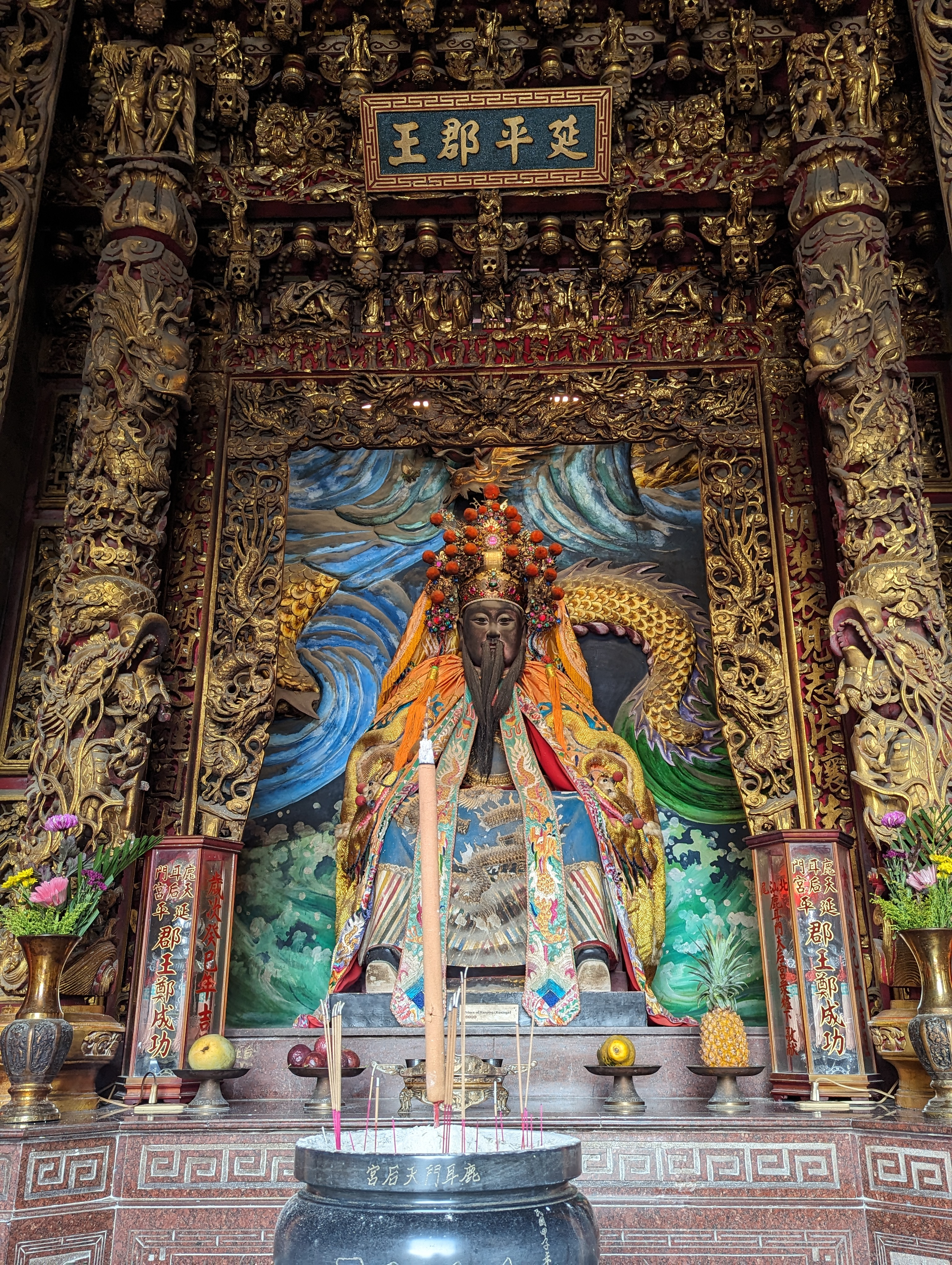
延平郡王（三川門之龍邊）
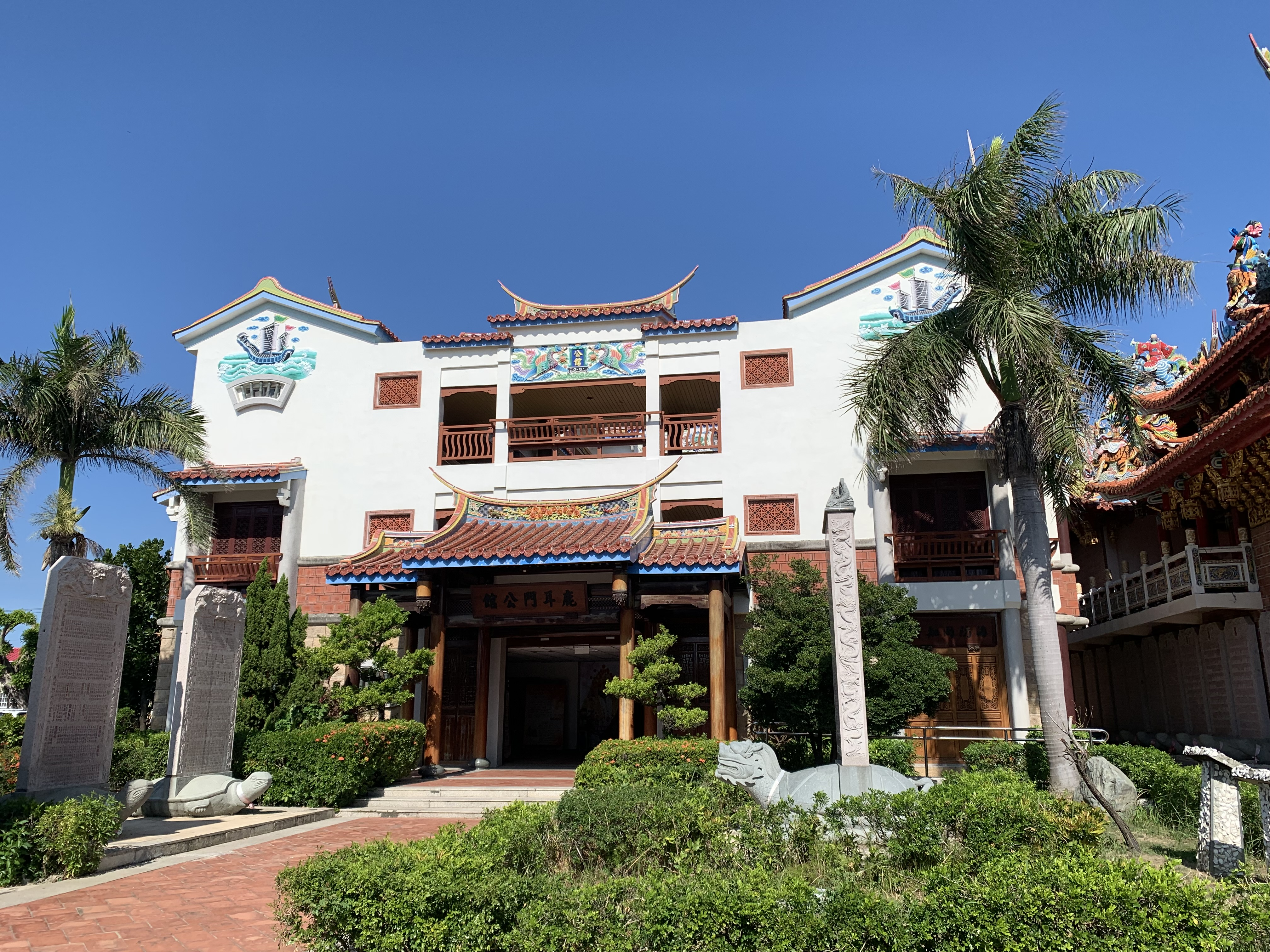
鹿耳門公館
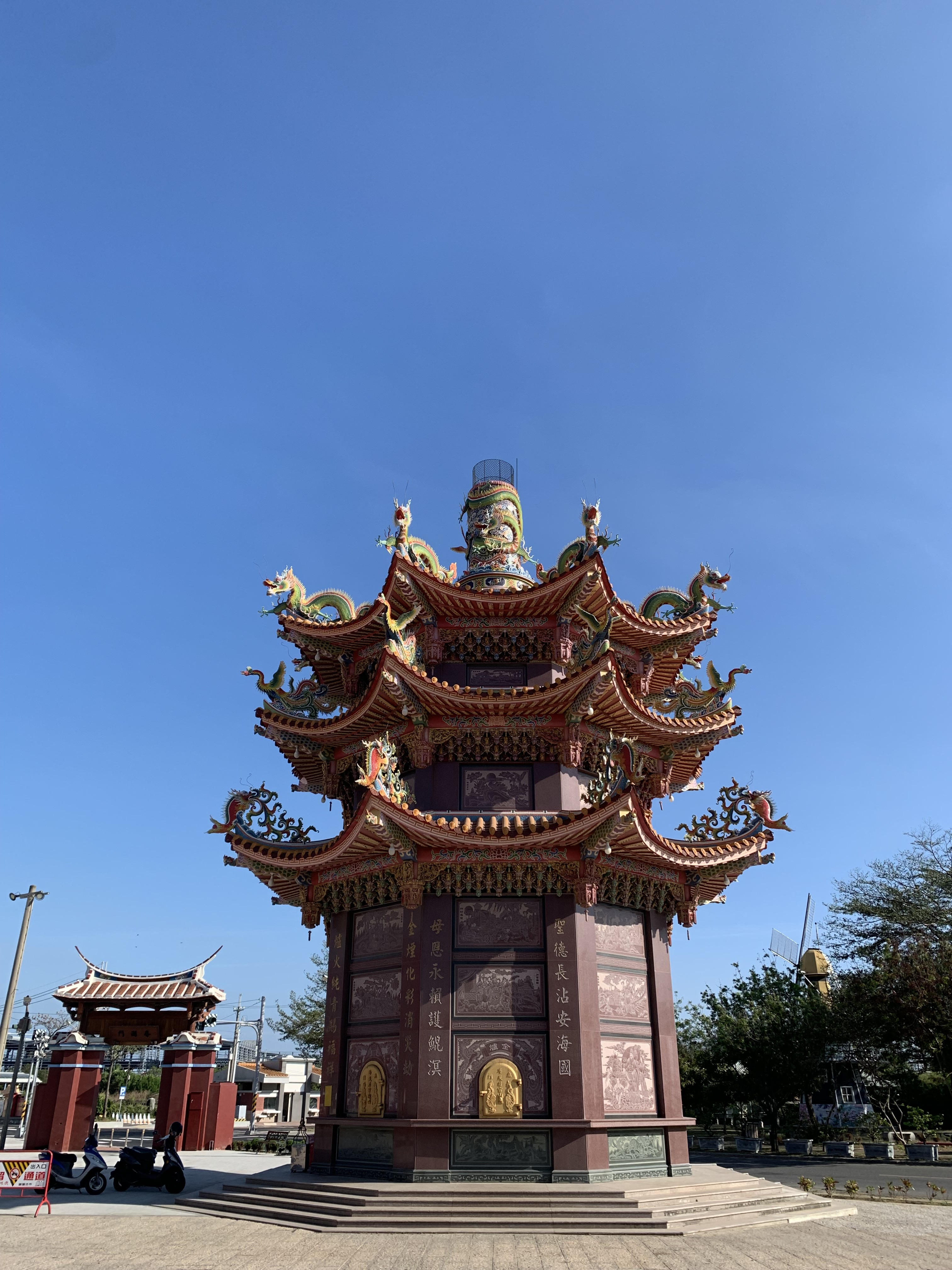
金爐
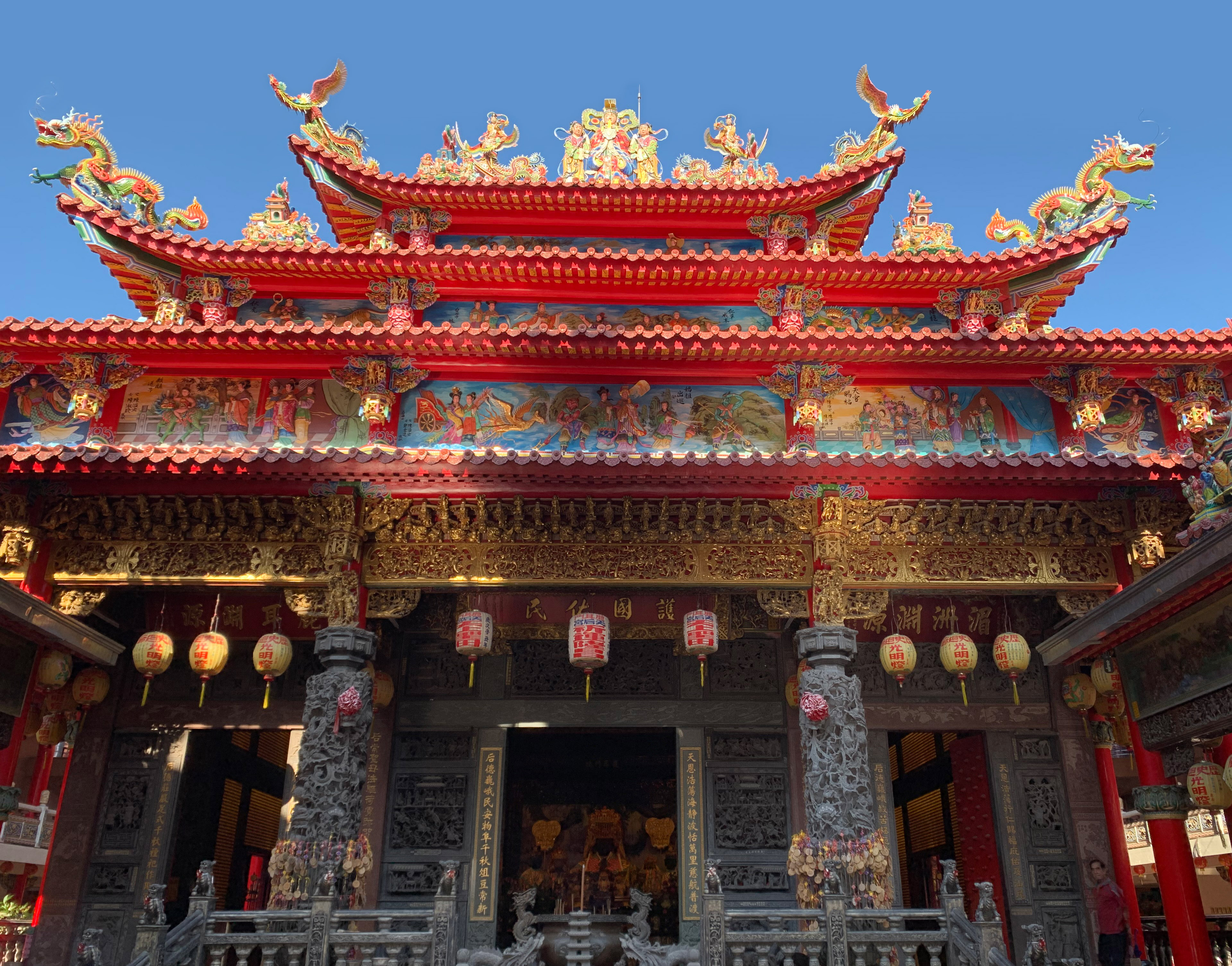
正殿之交趾燒與龍柱

## 外部連結
- 鹿耳門天后宮（页面存档备份，存于）
- 鹿耳門天后宮的Facebook專頁